# 4-politop uniform

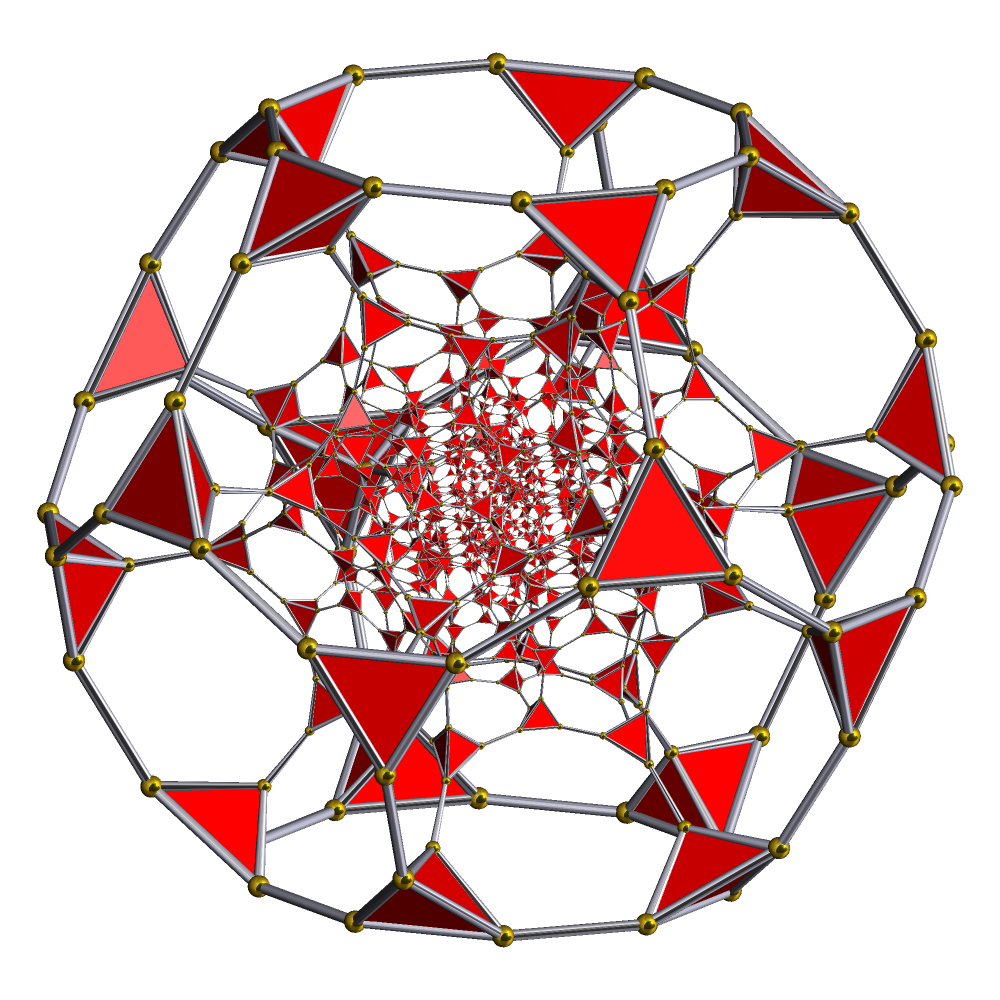
Diagramă Schlegel a 120-celule trunchiat cu celulele tetraedrice vizibile

Proiecție ortogonală a unui 120-celule trunchiat, în planul Coxeter H_{3} (simetrie D_{10}). Sunt redate doar vârfurile și laturile.

În geometrie un 4-politop uniform este un politop cvadridimensional izogonal, ale cărui celule sunt poliedre uniforme iar fețele sale sunt poligoane regulate.
Au fost descrise patruzeci și șapte de politopuri uniforme convexe neprismatice, o mulțime finită de forme prismatice convexe și două mulțimi infinite de forme prismatice convexe. Există, de asemenea, un număr necunoscut de forme neconvexe stelate.

## Istoria descoperirilor
4-politopurile regulate convexe
În 1852 Ludwig Schläfli a demonstrat în manuscrisul său, Theorie der vielfachen Kontinuität (în română Teoria continuității multiple) că există exact 6 4-politopuri regulate și doar câte 3 în 5 sau mai multe dimensiuni.
4-politopuri stelate regulate
Tot în 1852 Ludwig Schläfli a găsit 4 din cele 10 4-politopuri stelate regulate, fără a număra pe cele 6 cu celule sau figura vârfului {5/2,5} și {5,5/2}.
În 1883 Edmund Hess în cartea sa Einleitung in die Lehre von der Kugelteilung mit besonderer Berücksichtigung ihrer Anwendung auf die Theorie der Gleichflächigen und der gleicheckigen Polyeder (în română Introducere în teoria divizării bilelor cu o considerație specială asupra aplicării sale la teoria poliedrelor izoedrice și izogonale) a completat lista celor 10 4-politopuri neconvexe regulate.
4-politopurile semiregulate convexe
Politopurile semiregulate convexe au avut diferite definiții înainte de definirea categoriei uniforme de către Coxeter.
În 1900 Thorold Gosset în lucrarea sa On the Regular and Semi-Regular Figures in Space of n Dimensions (în română Despre figurile regulate și semiregulate în spațiul cu n dimensiuni) a enumerat lista de politopuri convexe semiregulate neprismatice cu celule regulate (adică poliedre platonice).
În 1910 Alicia Boole Stott, în lucrarea sa Geometrical deduction of semiregular from regular polytopes and space fillings, (în {{ro|Deducerea geometrică a politopurilor semiregulate din cele regulate și cele care umplu spațiul”, a extins definiția, acceptând și celulele de forma poliedrelor arhimedice și cele prismatice. În urma acestei relaxări a enumerat 45 de 4-politopuri semiregulate.
În 1911 Pieter Hendrik Schoute a publicat lucrarea Analytic treatment of the polytopes regularly derived from the regular polytopes (în română Tratarea analitică a politopurilor derivate regulat din politopurile regulate), urmat de Boole-Stott, care a notat și enumerat politopurile uniforme convexe în funcție de simetrie, bazat pe 5-celule, 8-celule/16-celule și 24-celule.
În 1912 E. L. Elte a extins independent lista lui Gosset în lucrarea The Semiregular Polytopes of the Hyperspaces (în română Politopurile semiregulate din hiperspații, politopuri cu unul sau două tipuri de fațete semiregulate.
4-politopurile uniforme convexe
În 1940 căutarea a fost extinsă sistematic de  H.S.M. Coxeter în lucrarea sa Regular and Semi-Regular Polytopes (în română Politopuri regulate și semiregulate)
În 1965 John Horton Conway și Michael Guy au publicat în lucrarea lor Four-Dimensional Archimedean Polytopes (în română Politopuri arhimedice cvadridimensionale) lista completă a politopurilor convexe, stabilită prin analiză pe calculator, având și un 4-politop convex newythoffian, marea antiprismă.
În 1966 Norman Johnson în teza sa de doctorat The Theory of Uniform Polytopes and Honeycombs (în română Teoria politopurilor și fagurilor uniformi) elaborată sub conducerea lui Coxeter a completat teoria de bază a politopurilor uniforme din dimensiunile 4 și superioare.
În1986 Coxeter a publicat articolul Regular and Semi-Regular Polytopes II care cuprinde analiza structurii unice a24-celule snub și a simetriei anormalei mari antiprisme.
În 2004 Marco Möller în teza sa de doctorat Vierdimensionale Archimedische Polytope (în română Politopuri arhimedice cvadridimesnionale a dat o demonstrație că setul Conway–Guy este complet.
În 2008 Conway în The Symmetries of Things (în română Simetriile lucrurilor) a publicat prima listă tipărită a 4-politopurilor uniforme convexe și a politopurilor din dimensiuni superioare din familia grupului Coxeter, cu diagrame generale ale figurilor vârfurilor pentru fiecare permutare inelată din diagramele Coxeter — snub, marea antiprismă și duoprisme — pe care le-a numit proprisme pentru prismele produsului. El și-a folosit propria schemă de denumire ijk-ambo pentru permutările inelului indexat dincolo de trunchiere și bitrunchiere, iar toate numele lui Johnson au fost incluse în indexul cărții.
4-politopurile stelate uniforme neregulate
Până în 2005, într-o cercetare în colaborare, Jonathan Bowers și George Olshevsky au identificat 1845 de 4-politopuri uniforme (convexe și neconvexe), iar în 2006 au mai identificat 4.
Până în 2020–2021 au mai fost descoperite 339 de politopuri noi, ridicând totalul 4-politopurilor uniforme cunoscute la 2188.

## 4-politopuri regulate
4-politopurile regulate sunt un subset al 4-politopurilor uniforme, care îndeplinesc cerințe suplimentare. 4-politopurile regulate sunt descrise de simbolurile Schläfli {p,q,r}, au celule de tipul {p,q}, fețe de tipul {p}, laturi de tipul {r}, și figuri ale vârfului de tipul {q,r}.
Existența unui 4-politop regulat {p,q,r} este condiționată de existența poliedrelor regulate {p,q}, care va fi celulele și {q,r} care va fi figura vârfului.
Existența unui 4-politop finit este condiționată de inegalitatea:
{\displaystyle \sin \left({\frac {\pi }{p}}\right)\sin \left({\frac {\pi }{r}}\right)>\cos \left({\frac {\pi }{q}}\right).}
Cele 16 4-politopuri regulate, având proprietatea că toate celulele, fețele, laturile și vârfurile sunt congruente sunt:
- 6 4-politopuri regulate convexe: 5-celule {3,3,3}, 8-celule {4,3,3}, 16-celule {3,3,4}, 24-celule {3,4,3}, 120-celule {5,3,3} și 600-celule {3,3,5}.
- 10 4-politopuri regulate stelate: 120-celule icosaedric {3,5,5/2}, micul 120-celule stelat {5/2,5,3}, marele 120-celule {5,5/2,5}, largul 120-celule {5,3,5/2}, marele 120-celule stelat {5/2,3,5}, largul 120-celule stelat {5/2,5,5/2}, marele larg 120-celule {5,5/2,3}, marele 120-celule icosaedric {3,5/2,5}, largul 600-celule {3,3,5/2} și marele larg 120-celule stelat {5/2,3,3}.

## 4-politopuri uniforme convexe

### Simetria 4-politopurilor uniforme în patru dimensiuni
| Cele 16 oglinzi ale B4 pot fi descompuse în două grupuri ortogonale, 4A1 și D4: 1. = (4 oglinzi) 2. = (12 oglinzi) |
| Cele 24 oglinzi ale F4 pot fi descompuse în două grupuri ortogonale, D4: 1. = (12 oglinzi) 2. = (12 oglinzi)       |
| Cele 10 oglinzi ale B3×A1 pot fi descompuse în grupurile ortogonale 4A1 și D3: 1. = (3+1 oglinzi) 2. = (6 oglinzi) |

Există 5 familii fundamentale de grupuri punctuale de simetrii în oglindă în 4-dimensiuni: A4 = , B4 = , D4 = , F4 = , H4 = . Există și 3 grupuri prismatice: A3A1 = , B3A1 = , H3A1 =  și grupurile duoprismatice: I2(p)×I2(q) = . Fiecare grup este definit pe domeniul fundamental al unui tetraedru Goursat delimitat de plane de reflexie.
Orice 4-politop uniform construit prin reflexii face parte dintr-unul sau mai multe grupuri punctuale de reflexii în 4 dimensiuni printr-o construcție Wythoff, caracterizată de inele în jurul permutărilor nodurilor într-o diagramă Coxeter. Hiperplanele oglinzilor pot fi grupate folosind noduri colorate separate prin ramuri pare. Grupurile de simetrie de forma [a,b,a], au o simetrie extinsă, [[a,b,a]], dublând ordinul de simetrie. Acestea includ [3,3,3], [3,4,3] și [p,2,p]. Politopurile uniforme din acest grup cu inele simetrice conțin această simetrie extinsă.
Dacă într-un politop uniform dat toate oglinzile de o anumită culoare sunt neinelate (inactive), acesta va avea un ordin de simetrie mai mic prin eliminarea tuturor oglinzilor inactive. Dacă toate nodurile unei anumite culori sunt inelate (active), operatorul alternare poate genera un nou 4-politop cu simetrie chirală, prezentat ca „noduri goale încercuite”, dar geometria nu este întotdeauna susceptibilă de a crea soluții uniforme.
| Grup Weyl                                             | Cuaternion Conway | Structură abstractă | Ordin        | Diagramă Coxeter | Diagramă Coxeter | Notație Coxeter       | Subgrup comutator | Număr Coxeter (h) | Oglinzi m=2h | Oglinzi m=2h | Oglinzi m=2h | Oglinzi m=2h |
| Ireductibile                                          | Ireductibile      | Ireductibile        | Ireductibile | Ireductibile     | Ireductibile     | Ireductibile          | Ireductibile      | Ireductibile      | Ireductibile | Ireductibile | Ireductibile | Ireductibile |
| ----------------------------------------------------- | ----------------- | ------------------- | ------------ | ---------------- | ---------------- | --------------------- | ----------------- | ----------------- | ------------ | ------------ | ------------ | ------------ |
| A4                                                    | +1/60[I×I].21     | S5                  | 120          |                  |                  | [3,3,3]               | [3,3,3]+          | 5                 |              | 10           |              |              |
| D4                                                    | ±1/3[T×T].2       | 1/2.2S4             | 192          |                  |                  | [31,1,1]              | [31,1,1]+         | 6                 |              | 12           |              |              |
| B4                                                    | ±1/6[O×O].2       | 2S4 = S2≀S4         | 384          |                  |                  | [4,3,3]               | [31,1,1]+         | 8                 | 4            | 12           |              |              |
| F4                                                    | ±1/2[O×O].23      | 3.2S4               | 1152         |                  |                  | [3,4,3]               | [3+,4,3+]         | 12                | 12           | 12           |              |              |
| H4                                                    | ±[I×I].2          | 2.(A5×A5).2         | 14400        |                  |                  | [5,3,3]               | [5,3,3]+          | 30                |              | 60           |              |              |
| Grupuri prismatice                                    |                   |                     |              |                  |                  |                       |                   |                   |              |              |              |              |
| A3A1                                                  | +1/24[O×O].23     | S4×D1               | 48           |                  |                  | [3,3,2] = [3,3]×[ ]   | [3,3]+            | -                 |              | 6            | 1            |              |
| B3A1                                                  | ±1/24[O×O].2      | S4×D1               | 96           |                  |                  | [4,3,2] = [4,3]×[ ]   | [3,3]+            | -                 | 3            | 6            | 1            |              |
| H3A1                                                  | ±1/60[I×I].2      | A5×D1               | 240          |                  |                  | [5,3,2] = [5,3]×[ ]   | [5,3]+            | -                 |              | 15           | 1            |              |
| Grupuri duoprismatice (Use 2p,2q pentru întregi pari) |                   |                     |              |                  |                  |                       |                   |                   |              |              |              |              |
| I2(p)I2(q)                                            | ±1/2[D2p×D2q]     | Dp×Dq               | 4pq          |                  |                  | [p,2,q] = [p]×[q]     | [p+,2,q+]         | -                 |              | p            | q            |              |
| I2(2p)I2(q)                                           | ±1/2[D4p×D2q]     | D2p×Dq              | 8pq          |                  |                  | [2p,2,q] = [2p]×[q]   | [p+,2,q+]         | -                 | p            | p            | q            |              |
| I2(2p)I2(2q)                                          | ±1/2[D4p×D4q]     | D2p×D2q             | 16pq         |                  |                  | [2p,2,2q] = [2p]×[2q] | [p+,2,q+]         | -                 | p            | p            | q            | q            |

### Enumerare
Există 64 de politopuri uniforme convexe, inclusiv cele 6 politopuri convexei regulate, excluzând mulțimile infinite ale duoprismelor și ale prismelor antiprismatice.
- 5 sunt prisme poliedrice bazate pe poliedrele platonice s (1 se suprapune cu cele regulate, deoarece o hiperprismă cubică este un tesseract)
- 13 sunt prisme poliedrice bazate pe poliedrele arhimedice
- 9 sunt în familia grupului autodual regulat A4 [3,3,3] din familia 5-celule
- 9 sunt în grupul autodual regulat F4 [3,4,3] din familia 24-celule (fără 24-celule snub)
- 15 sunt în grupul regulat B4 [3,3,4] din familia tesseract/16-celule (3 se suprapun cu camilia 24-celule)
- 15 sunt în grupul regulat H4 [3,3,5] din familia 120-celule/600-celule.
- 1 caz particular snub din grupul [3,4,3] din familia 24-celule.
- 1 caz particular newythoffian, marea antiprismă.

TOTAL: 68 − 4 = 64
Aceste 64 de politopuri uniforme sunt enumerate mai jos de George Olshevsky. Formele de simetrie repetate sunt indicate între paranteze.
În plus față de cele 64 de mai sus există 2 mulțimi prismatice infinite care generează toate formele convexe rămase:
- Mulțimea hiperprismelor antiprismatice uniforme — sr{p,2}×{ } — prisme poliedrice de două antiprisme.
- Mulțimea duoprismelor uniforme — {p}×{q} — produsul cartezian al două poligoane.

### Familia A4
5-celule are simetrie 4-simplectică [3,3,3], de ordinul 120, izomorfă cu permutările a cinci elemente, deoarece toate perechile de vârfuri sunt legate în același mod.
Fațetele (celulele) sunt date, grupate în pozițiile lor din diagrama Coxeter, prin eliminarea nodurilor specificate.
| Nr. | Nume                    | Figura vârfului | Diagramă Coxeter și simbol Schläfli | Numărul celulelor din poziție | Numărul celulelor din poziție | Numărul celulelor din poziție | Numărul celulelor din poziție | Numărul elementelor | Numărul elementelor | Numărul elementelor | Numărul elementelor |
| Nr. | Nume                    | Figura vârfului | Diagramă Coxeter și simbol Schläfli | Poz. 3 · (5)                  | Poz. 2 · (10)                 | Poz. 1 · (10)                 | Poz. 0 · (5)                  | Celule              | Fețe                | Laturi              | Vârfuri             |
| --- | ----------------------- | --------------- | ----------------------------------- | ----------------------------- | ----------------------------- | ----------------------------- | ----------------------------- | ------------------- | ------------------- | ------------------- | ------------------- |
| 1   | 5-celule                |                 | · {3,3,3}                           | (4) (3.3.3)                   |                               |                               |                               | 5                   | 10                  | 10                  | 5                   |
| 2   | 5-celule rectificat     |                 | · r{3,3,3}                          | (3) (3.3.3.3)                 |                               |                               | (2) (3.3.3)                   | 10                  | 30                  | 30                  | 10                  |
| 3   | 5-celule trunchiat      |                 | · t{3,3,3}                          | (3) (3.6.6)                   |                               |                               | (1) (3.3.3)                   | 10                  | 30                  | 40                  | 20                  |
| 4   | 5-celule cantelat       |                 | · rr{3,3,3}                         | (2) (3.4.3.4)                 |                               | (2) (3.4.4)                   | (1) (3.3.3.3)                 | 20                  | 80                  | 90                  | 30                  |
| 7   | 5-celule cantitrunchiat |                 | · tr{3,3,3}                         | (2) (4.6.6)                   |                               | (1) (3.4.4)                   | (1) (3.6.6)                   | 20                  | 80                  | 120                 | 60                  |
| 8   | 5-celule runcitrunchiat |                 | · t0,1,3{3,3,3}                     | (1) (3.6.6)                   | (2) (4.4.6)                   | (1) (3.4.4)                   | (1) (3.4.3.4)                 | 30                  | 120                 | 150                 | 60                  |

| Nr.       | Nume                    | Figura vârfului | Diagramă · Coxeter · și simbol · Schläfli | Numărul celulelor din poziție | Numărul celulelor din poziție | Numărul celulelor din poziție | Numărul elementelor | Numărul elementelor | Numărul elementelor | Numărul elementelor |
| Nr.       | Nume                    | Figura vârfului | Diagramă · Coxeter · și simbol · Schläfli | Poz. 3-0 · (10)               | Poz. 1-2 · (20)               | Alt                           | Celule              | Fețe                | Laturi              | Vârfuri             |
| --------- | ----------------------- | --------------- | ----------------------------------------- | ----------------------------- | ----------------------------- | ----------------------------- | ------------------- | ------------------- | ------------------- | ------------------- |
| 5         | *5-celule runcinat      |                 | · t0,3{3,3,3}                             | (2) (3.3.3)                   | (6) (3.4.4)                   |                               | 30                  | 70                  | 60                  | 20                  |
| 6         | *5-celule bitrunchiat   |                 | · 2t{3,3,3}                               | (4) (3.6.6)                   |                               |                               | 10                  | 40                  | 60                  | 30                  |
| 9         | *5-celule omnitrunchiat |                 | · t0,1,2,3{3,3,3}                         | (2) (4.6.6)                   | (2) (4.4.6)                   |                               | 30                  | 150                 | 240                 | 120                 |
| Neuniform | 5-celule omnisnub       |                 | · ht0,1,2,3{3,3,3}                        | (2) (3.3.3.3.3)               | (2) (3.3.3.3)                 | (4) (3.3.3)                   | 90                  | 300                 | 270                 | 60                  |

Cele trei forme de 4-politopuri uniforme marcate cu un asterisc, *, au cea mai mare simetrie 4-tetraedrică extinsă, de ordinul 240, [[3,3,3]] deoarece elementul corespunzător oricărui element al 5-celulei de bază poate fi schimbat cu unul dintre cele corespunzătoare unui element al dualului său. Există un mic subgrup indice [3,3,3]+, de ordin 60, sau dublul acestuia [[3,3,3]]+, de ordin 120, definind un 5 celule omnisnub care este listat pentru completare, dar nu este uniform.

### Familia B4
Această familie are simetrie 4-ortoplectică [4,3,3], de ordinul 24 × 16 = 384: 4! = 24 permutări ale celor 4 axe, respectiv 24 = 16 reflexii față de fiecare axă. Există 3 mici subgrupuri indice, dintre care primele două generează 4-politopuri uniforme care se repetă și în alte familii, [1+,4,3,3], [4,(3,3)+] și [4,3,3]+, toate de ordinul 192.

#### Trunchieri ale tesseractului
| Nr. | Nume                                                 | Figura vârfului | Diagramă Coxeter și simbol Schläfli | Numărul celulelor din poziție | Numărul celulelor din poziție | Numărul celulelor din poziție | Numărul celulelor din poziție | Numărul celulelor din poziție | Numărul elementelor | Numărul elementelor | Numărul elementelor | Numărul elementelor |
| Nr. | Nume                                                 | Figura vârfului | Diagramă Coxeter și simbol Schläfli | Poz. 3 · (8)                  | Poz. 2 · (24)                 | Poz. 1 · (32)                 | Poz. 0 · (16)                 | Celule                        | Fețe                | Laturi              | Vârfuri             |                     |
| --- | ---------------------------------------------------- | --------------- | ----------------------------------- | ----------------------------- | ----------------------------- | ----------------------------- | ----------------------------- | ----------------------------- | ------------------- | ------------------- | ------------------- | ------------------- |
| 10  | tesseract sau 8-celule                               |                 | · {4,3,3}                           | (4) (4.4.4)                   |                               |                               |                               | 8                             | 24                  | 32                  | 16                  |                     |
| 11  | Tesseract rectificat                                 | · r{4,3,3}      | (3) (3.4.3.4)                       |                               |                               | (2) (3.3.3)                   | 24                            | 88                            | 96                  | 32                  |                     |                     |
| 13  | Tesseract trunchiat                                  |                 | · t{4,3,3}                          | (3) (3.8.8)                   |                               |                               | (1) (3.3.3)                   | 24                            | 88                  | 128                 | 64                  |                     |
| 14  | Tesseract cantelat                                   |                 | · rr{4,3,3}                         | (1) (3.4.4.4)                 |                               | (2) (3.4.4)                   | (1) (3.3.3.3)                 | 56                            | 248                 | 288                 | 96                  |                     |
| 15  | Tesseract runcinat (și 16-celule runcinat)           |                 | · t0,3{4,3,3}                       | (1) (4.4.4)                   | (3) (4.4.4)                   | (3) (3.4.4)                   | (1) (3.3.3)                   | 80                            | 208                 | 192                 | 64                  |                     |
| 16  | Tesseract bitrunchiat (și 16-celule bitrunchiat)     |                 | · 2t{4,3,3}                         | (2) (4.6.6)                   |                               |                               | (2) (3.6.6)                   | 24                            | 120                 | 192                 | 96                  |                     |
| 18  | Tesseract cantitrunchiat                             |                 | · tr{4,3,3}                         | (2) (4.6.8)                   |                               | (1) (3.4.4)                   | (1) (3.6.6)                   | 56                            | 248                 | 384                 | 192                 |                     |
| 19  | Tesseract runcitrunchiat                             |                 | · t0,1,3{4,3,3}                     | (1) (3.8.8)                   | (2) (4.4.8)                   | (1) (3.4.4)                   | (1) (3.4.3.4)                 | 80                            | 368                 | 480                 | 192                 |                     |
| 21  | Tesseract omnitrunchiat (și 16-celule omnitrunchiat) |                 | · t0,1,2,3{3,3,4}                   | (1) (4.6.8)                   | (1) (4.4.8)                   | (1) (4.4.6)                   | (1) (4.6.6)                   | 80                            | 464                 | 768                 | 384                 |                     |

| Nr.  | Nume                                              | Figura vârfului | Diagramă Coxeter și simbol Schläfli | Numărul celulelor din poziție | Numărul celulelor din poziție | Numărul celulelor din poziție | Numărul celulelor din poziție | Numărul celulelor din poziție | Numărul elementelor | Numărul elementelor | Numărul elementelor | Numărul elementelor |
| Nr.  | Nume                                              | Figura vârfului | Diagramă Coxeter și simbol Schläfli | Poz. 3 · (8)                  | Poz. 2 · (24)                 | Poz. 1 · (32)                 | Poz. 0 · (16)                 | Alt                           | Celule              | Fețe                | Laturi              | Vârfuri             |
| ---- | ------------------------------------------------- | --------------- | ----------------------------------- | ----------------------------- | ----------------------------- | ----------------------------- | ----------------------------- | ----------------------------- | ------------------- | ------------------- | ------------------- | ------------------- |
| 12   | Semitesseract 16-celule                           |                 | = · h{4,3,3}={3,3,4}                | (4) (3.3.3)                   |                               |                               |                               | (4) (3.3.3)                   | 16                  | 32                  | 24                  | 8                   |
| [17] | Tesseract cantic (sau 16-celule trunchiat)        |                 | = · h2{4,3,3}=t{4,3,3}              | (4) (6.6.3)                   |                               |                               | (1) (3.3.3.3)                 |                               | 24                  | 96                  | 120                 | 48                  |
| [11] | Tesseract runcic (sau tesseract rectificat)       |                 | = · h3{4,3,3}=r{4,3,3}              | (3) (3.4.3.4)                 |                               |                               | (2) (3.3.3)                   |                               | 24                  | 88                  | 96                  | 32                  |
| [16] | Tesseract runcicantic (sau tesseract bitrunchiat) |                 | = · h2,3{4,3,3}=2t{4,3,3}           | (2) (3.4.3.4)                 |                               |                               | (2) (3.6.6)                   |                               | 24                  | 120                 | 192                 | 96                  |
| [11] | (Tesseract rectificat)                            |                 | = · h1{4,3,3}=r{4,3,3}              |                               |                               |                               |                               |                               | 24                  | 88                  | 96                  | 32                  |
| [16] | (Tesseract bitrunchiat)                           |                 | = · h1,2{4,3,3}=2t{4,3,3}           |                               |                               |                               |                               |                               | 24                  | 120                 | 192                 | 96                  |
| [23] | (24-celule rectificat)                            |                 | = · h1,3{4,3,3}=rr{3,3,4}           |                               |                               |                               |                               |                               | 48                  | 240                 | 288                 | 96                  |
| [24] | (24-celule trunchiat)                             |                 | = · h1,2,3{4,3,3}=tr{3,3,4}         |                               |                               |                               |                               |                               | 48                  | 240                 | 384                 | 192                 |

| Nr.       | Nume                                        | Figura vârfului | Diagramă Coxeter și simbol Schläfli | Numărul celulelor din poziție | Numărul celulelor din poziție | Numărul celulelor din poziție | Numărul celulelor din poziție | Numărul celulelor din poziție | Numărul elementelor | Numărul elementelor | Numărul elementelor | Numărul elementelor |
| Nr.       | Nume                                        | Figura vârfului | Diagramă Coxeter și simbol Schläfli | Poz. 3 · (8)                  | Poz. 2 · (24)                 | Poz. 1 · (32)                 | Poz. 0 · (16)                 | Alt                           | Celule              | Fețe                | Laturi              | Vârfuri             |
| --------- | ------------------------------------------- | --------------- | ----------------------------------- | ----------------------------- | ----------------------------- | ----------------------------- | ----------------------------- | ----------------------------- | ------------------- | ------------------- | ------------------- | ------------------- |
| Neuniform | Tesseract omnisnub (sau 16-celule omnisnub) |                 | · ht0,1,2,3{4,3,3}                  | (1) (3.3.3.3.4)               | (1) (3.3.3.4)                 | (1) (3.3.3.3)                 | (1) (3.3.3.3.3)               | (4) (3.3.3)                   | 272                 | 944                 | 864                 | 192                 |

#### Trunchieri ale 16-celulei
| Nr.       | Nume                                                          | Figura vârfului | Diagramă Coxeter și simbol Schläfli | Numărul celulelor din poziție | Numărul celulelor din poziție | Numărul celulelor din poziție | Numărul celulelor din poziție | Numărul celulelor din poziție | Numărul elementelor | Numărul elementelor | Numărul elementelor | Numărul elementelor |
| Nr.       | Nume                                                          | Figura vârfului | Diagramă Coxeter și simbol Schläfli | Poz. 3 · (8)                  | Poz. 2 · (24)                 | Poz. 1 · (32)                 | Poz. 0 · (16)                 | Alt                           | Celule              | Fețe                | Laturi              | Vârfuri             |
| --------- | ------------------------------------------------------------- | --------------- | ----------------------------------- | ----------------------------- | ----------------------------- | ----------------------------- | ----------------------------- | ----------------------------- | ------------------- | ------------------- | ------------------- | ------------------- |
| [12]      | 16-celule                                                     |                 | · {3,3,4}                           |                               |                               |                               | (8) (3.3.3)                   |                               | 16                  | 32                  | 24                  | 8                   |
| [22]      | *16-celule rectificat (același cu 24-celule)                  |                 | = · r{3,3,4}                        | (2) (3.3.3.3)                 |                               |                               | (4) (3.3.3.3)                 |                               | 24                  | 96                  | 96                  | 24                  |
| 17        | 16-celule trunchiat                                           |                 | · t{3,3,4}                          | (1) (3.3.3.3)                 |                               |                               | (4) (3.6.6)                   |                               | 24                  | 96                  | 120                 | 48                  |
| [23]      | *16-celule cantelat (același cu 24-celule rectificat)         |                 | = · rr{3,3,4}                       | (1) (3.4.3.4)                 | (2) (4.4.4)                   |                               | (2) (3.4.3.4)                 |                               | 48                  | 240                 | 288                 | 96                  |
| [15]      | 16-celule runcinat (și 8-celule runcinat)                     |                 | · t0,3{3,3,4}                       | (1) (4.4.4)                   | (3) (4.4.4)                   | (3) (3.4.4)                   | (1) (3.3.3)                   |                               | 80                  | 208                 | 192                 | 64                  |
| [16]      | 16-celule bitrunchiat (și 8-celule bitrunchiat)               |                 | · 2t{3,3,4}                         | (2) (4.6.6)                   |                               |                               | (2) (3.6.6)                   |                               | 24                  | 120                 | 192                 | 96                  |
| [24]      | *16-celule cantitrunchiat (același cu 24-celule trunchiat)    |                 | = · tr{3,3,4}                       | (1) (4.6.6)                   | (1) (4.4.4)                   |                               | (2) (4.6.6)                   |                               | 48                  | 240                 | 384                 | 192                 |
| 20        | 16-celule runcitrunchiat                                      |                 | · t0,1,3{3,3,4}                     | (1) (3.4.4.4)                 | (1) (4.4.4)                   | (2) (4.4.6)                   | (1) (3.6.6)                   |                               | 80                  | 368                 | 480                 | 192                 |
| [21]      | 16-celule omnitrunchiat (și 8-celule omnitrunchiat)           |                 | · t0,1,2,3{3,3,4}                   | (1) (4.6.8)                   | (1) (4.4.8)                   | (1) (4.4.6)                   | (1) (4.6.6)                   |                               | 80                  | 464                 | 768                 | 384                 |
| [31]      | 16-celule cantitrunchiat alternat (același cu 24-celule snub) |                 | · sr{3,3,4}                         | (1) (3.3.3.3.3)               |                               | (1) (3.3.3)                   | (2) (3.3.3.3.3)               | (4) (3.3.3)                   | 144                 | 480                 | 432                 | 96                  |
| Neuniform | 16-celule rectificat runcic snub                              |                 | · sr3{3,3,4}                        | (1) (3.4.4.4)                 | (2) (3.4.4)                   | (1) (4.4.4)                   | (1) (3.3.3.3.3)               | (2) (3.4.4)                   | 176                 | 656                 | 672                 | 192                 |

(*) Așa cum rectificarea tetraedrului produce octaedrul, rectificarea 16-celulei produce 24-celule, membru regulat al familiei următoare.
24-celule snub este repetat în această familie pentru completitudine. Este o alternare a 16-celule cantitrunchiat sau 24-celule trunchiat, cu grupul jumătății de simetrie [(3,3)+,4]. Celulele octaedrice trunchiate devin icosaedre. Cuburile devin tetraedre, iar 96 de tetraedre noi sunt create în golurile lăsate de vârfurile eliminate.

### Familia F4
Acestă familie are simetrie octaplectică, [3,4,3], de ordinul 24 × 48 = 1152: cele 48 de simetrii ale octaedrului pentru fiecare din cele 24 de celule. Există 3 mici subgrupuri indice, dintre care primele două generează 4-politopuri uniforme care se repetă și în alte familii, [3+,4,3], [3,4,3+] și [3,4,3]+, toate de ordinul 576.
| Nr. | Nume                                                      | Figura vârfului | Diagramă Coxeter și simbol Schläfli | Numărul celulelor din poziție | Numărul celulelor din poziție | Numărul celulelor din poziție | Numărul celulelor din poziție | Numărul elementelor | Numărul elementelor | Numărul elementelor | Numărul elementelor |
| Nr. | Nume                                                      | Figura vârfului | Diagramă Coxeter și simbol Schläfli | Poz. 3 · (24)                 | Poz. 2 · (96)                 | Poz. 1 · (96)                 | Poz. 0 · (24)                 | Celule              | Fețe                | Laturi              | Vârfuri             |
| --- | --------------------------------------------------------- | --------------- | ----------------------------------- | ----------------------------- | ----------------------------- | ----------------------------- | ----------------------------- | ------------------- | ------------------- | ------------------- | ------------------- |
| 22  | 24-celule (același cu 16-celule rectificat)               |                 | · {3,4,3}                           | (6) (3.3.3.3)                 |                               |                               |                               | 24                  | 96                  | 96                  | 24                  |
| 23  | 24-celule rectificat (același cu 16-celule cantelat)      |                 | · r{3,4,3}                          | (3) (3.4.3.4)                 |                               |                               | (2) (4.4.4)                   | 48                  | 240                 | 288                 | 96                  |
| 24  | 24-celule trunchiat (același cu 16-celule cantitrunchiat) |                 | · t{3,4,3}                          | (3) (4.6.6)                   |                               |                               | (1) (4.4.4)                   | 48                  | 240                 | 384                 | 192                 |
| 25  | 24-celule cantelat                                        |                 | · rr{3,4,3}                         | (2) (3.4.4.4)                 |                               | (2) (3.4.4)                   | (1) (3.4.3.4)                 | 144                 | 720                 | 864                 | 288                 |
| 28  | 24-celule cantitrunchiat                                  |                 | · tr{3,4,3}                         | (2) (4.6.8)                   |                               | (1) (3.4.4)                   | (1) (3.8.8)                   | 144                 | 720                 | 1152                | 576                 |
| 29  | 24-celule runcitrunchiat                                  |                 | · t0,1,3{3,4,3}                     | (1) (4.6.6)                   | (2) (4.4.6)                   | (1) (3.4.4)                   | (1) (3.4.4.4)                 | 240                 | 1104                | 1440                | 576                 |

| Nr.       | Nume                                                             | Figura vârfului | Diagramă Coxeter și simbol Schläfli | Numărul celulelor din poziție | Numărul celulelor din poziție | Numărul celulelor din poziție | Numărul celulelor din poziție | Numărul celulelor din poziție | Numărul elementelor | Numărul elementelor | Numărul elementelor | Numărul elementelor |
| Nr.       | Nume                                                             | Figura vârfului | Diagramă Coxeter și simbol Schläfli | Poz. 3 · (24)                 | Poz. 2 · (96)                 | Poz. 1 · (96)                 | Poz. 0 · (24)                 | Alt                           | Celule              | Fețe                | Laturi              | Vârfuri             |
| --------- | ---------------------------------------------------------------- | --------------- | ----------------------------------- | ----------------------------- | ----------------------------- | ----------------------------- | ----------------------------- | ----------------------------- | ------------------- | ------------------- | ------------------- | ------------------- |
| 31        | 24-celule snub†                                                  |                 | · s{3,4,3}                          | (3) (3.3.3.3.3)               |                               |                               | (1) (3.3.3)                   | (4) (3.3.3)                   | 144                 | 480                 | 432                 | 96                  |
| Neuniform | 24-celule snub runcic                                            |                 | · s3{3,4,3}                         | (1) (3.3.3.3.3)               | (2) (3.4.4)                   |                               | (1) (3.6.6)                   | (3) Tricup                    | 240                 | 960                 | 1008                | 288                 |
| [25]      | 24-celule snub cantic (același cu 24-celule cantelat)            |                 | · s2{3,4,3}                         | (2) (3.4.4.4)                 |                               |                               | (1) (3.4.3.4)                 | (2) (3.4.4)                   | 144                 | 720                 | 864                 | 288                 |
| [29]      | 24-celule snub runcicantic (același cu 24-celule runcitrunchiat) |                 | · s2,3{3,4,3}                       | (1) (4.6.6)                   |                               | (1) (3.4.4)                   | (1) (3.4.4.4)                 | (2) (4.4.6)                   | 240                 | 1104                | 1440                | 576                 |

† Aici 24-celule snub, în ciuda numelui său comun, nu este analog cu cubul snub; mai degrabă este derivat printr-o alternare a 24-celule trunchiat. Ordinul său de simetrie este de numai 576, (grupul [3+,4,3]).
Ca și 5-celule, 24-celule este autodual, astfel că următoarele trei forme au de două ori mai multe simetrii, în total 2304 ([[3,4,3]]).
| Nr. | Nume                    | Figura vârfului | Diagramă Coxeter și simbol Schläfli | Nr. celulelor din poziție | Nr. celulelor din poziție | Numărul elementelor | Numărul elementelor | Numărul elementelor | Numărul elementelor |
| Nr. | Nume                    | Figura vârfului | Diagramă Coxeter și simbol Schläfli | Poz. 3-0 · (48)           | Poz. 2-1 · (192)          | Celule              | Fețe                | Laturi              | Vârfuri             |
| --- | ----------------------- | --------------- | ----------------------------------- | ------------------------- | ------------------------- | ------------------- | ------------------- | ------------------- | ------------------- |
| 26  | 24-celule runcinat      |                 | · t0,3{3,4,3}                       | (2) (3.3.3.3)             | (6) (3.4.4)               | 240                 | 672                 | 576                 | 144                 |
| 27  | 24-celule bitrunchiat   |                 | · 2t{3,4,3}                         | (4) (3.8.8)               |                           | 48                  | 336                 | 576                 | 288                 |
| 30  | 24-celule omnitrunchiat |                 | · t0,1,2,3{3,4,3}                   | (2) (4.6.8)               | (2) (4.4.6)               | 240                 | 1392                | 2304                | 1152                |

| Nr.       | Nume               | Figura vârfului | Diagramă Coxeter și simbol Schläfli | Numărul celulelor din poziție | Numărul celulelor din poziție | Numărul celulelor din poziție | Numărul elementelor | Numărul elementelor | Numărul elementelor | Numărul elementelor |
| Nr.       | Nume               | Figura vârfului | Diagramă Coxeter și simbol Schläfli | Poz. 3-0 · (48)               | Poz. 2-1 · (192)              | Alt                           | Celule              | Fețe                | Laturi              | Vârfuri             |
| --------- | ------------------ | --------------- | ----------------------------------- | ----------------------------- | ----------------------------- | ----------------------------- | ------------------- | ------------------- | ------------------- | ------------------- |
| Neuniform | 24-celule omnisnub |                 | · ht0,1,2,3{3,4,3}                  | (2) (3.3.3.3.4)               | (2) (3.3.3.3)                 | (4) (3.3.3)                   | 816                 | 2832                | 2592                | 576                 |

### Familia H4
Această familie are simetrie dodecaplectică, [5,3,3], de ordinul 120 × 120 = 24 × 600 = 14400: 120 pentru fiecare din cele 120 de dodecaedre, sau 24 pentru fiecare din cele 600 de tetraedre. Există un mic subgrup indice, [5,3,3]+, toate de ordinul 7200.

#### Trunchieri ale 120-celulei
| Nr.       | Nume                                                   | Figura vârfului | Diagramă Coxeter și simbol Schläfli | Numărul celulelor din poziție | Numărul celulelor din poziție | Numărul celulelor din poziție | Numărul celulelor din poziție | Numărul celulelor din poziție | Numărul elementelor | Numărul elementelor | Numărul elementelor | Numărul elementelor |
| Nr.       | Nume                                                   | Figura vârfului | Diagramă Coxeter și simbol Schläfli | Poz. 3 · (120)                | Poz. 2 · (720)                | Poz. 1 · (1200)               | Poz. 0 · (600)                | Alt                           | Celule              | Fețe                | Laturi              | Vârfuri             |
| --------- | ------------------------------------------------------ | --------------- | ----------------------------------- | ----------------------------- | ----------------------------- | ----------------------------- | ----------------------------- | ----------------------------- | ------------------- | ------------------- | ------------------- | ------------------- |
| 32        | 120-celule                                             |                 | · {5,3,3}                           | (4) (5.5.5)                   |                               |                               |                               |                               | 120                 | 720                 | 1200                | 600                 |
| 33        | 120-celule rectificat                                  |                 | · r{5,3,3}                          | (3) (3.5.3.5)                 |                               |                               | (2) (3.3.3)                   |                               | 720                 | 3120                | 3600                | 1200                |
| 36        | 120-celule trunchiat                                   |                 | · t{5,3,3}                          | (3) (3.10.10)                 |                               |                               | (1) (3.3.3)                   |                               | 720                 | 3120                | 4800                | 2400                |
| 37        | 120-celule cantelat                                    |                 | · rr{5,3,3}                         | (1) (3.4.5.4)                 |                               | (2) (3.4.4)                   | (1) (3.3.3.3)                 |                               | 1920                | 9120                | 10800               | 3600                |
| 38        | 120-celule runcinat (și 600-celule runcinat)           |                 | · t0,3{5,3,3}                       | (1) (5.5.5)                   | (3) (4.4.5)                   | (3) (3.4.4)                   | (1) (3.3.3)                   |                               | 2640                | 7440                | 7200                | 2400                |
| 39        | 120-celule bitrunchiat (și 600-celule bitrunchiat)     |                 | · 2t{5,3,3}                         | (2) (5.6.6)                   |                               |                               | (2) (3.6.6)                   |                               | 720                 | 4320                | 7200                | 3600                |
| 42        | 120-celule cantitrunchiat                              |                 | · tr{5,3,3}                         | (2) (4.6.10)                  |                               | (1) (3.4.4)                   | (1) (3.6.6)                   |                               | 1920                | 9120                | 14400               | 7200                |
| 43        | 120-celule runcitrunchiat                              |                 | · t0,1,3{5,3,3}                     | (1) (3.10.10)                 | (2) (4.4.10)                  | (1) (3.4.4)                   | (1) (3.4.3.4)                 |                               | 2640                | 13440               | 18000               | 7200                |
| 46        | 120-celule omnitrunchiat (și 600-celule omnitrunchiat) |                 | · t0,1,2,3{5,3,3}                   | (1) (4.6.10)                  | (1) (4.4.10)                  | (1) (4.4.6)                   | (1) (4.6.6)                   |                               | 2640                | 17040               | 28800               | 14400               |
| Neuniform | 120-celule omnisnub (același cu 600-celule omnisnub)   |                 | · ht0,1,2,3{5,3,3}                  | (1) (3.3.3.3.5)               | (1) (3.3.3.5)                 | (1) (3.3.3.3)                 | (1) (3.3.3.3.3)               | (4) (3.3.3)                   | 9840                | 35040               | 32400               | 7200                |

#### Trunchieri ale 600-celulei
| Nr.        | Nume                                                   | Figura vârfului | Diagramă Coxeter și simbol Schläfli | Simetrie                         | Numărul. celulelor din poziție | Numărul. celulelor din poziție | Numărul. celulelor din poziție | Numărul. celulelor din poziție | Numărul elementelor | Numărul elementelor | Numărul elementelor | Numărul elementelor |
| Nr.        | Nume                                                   | Figura vârfului | Diagramă Coxeter și simbol Schläfli | Simetrie                         | Poz. 3 · (120)                 | Poz. 2 · (720)                 | Poz. 1 · (1200)                | Poz. 0 · (600)                 | Celule              | Fețe                | Laturi              | Vârfuri             |
| ---------- | ------------------------------------------------------ | --------------- | ----------------------------------- | -------------------------------- | ------------------------------ | ------------------------------ | ------------------------------ | ------------------------------ | ------------------- | ------------------- | ------------------- | ------------------- |
| 35         | 600-celule                                             |                 | · {3,3,5}                           | [5,3,3] ordin 14400              |                                |                                |                                | (20) (3.3.3)                   | 600                 | 1200                | 720                 | 120                 |
| [47]       | 600-celule 20-diminuat (marea antiprismă)              |                 | Construcție newythoffiană           | [[10,2+,10]] ordin 400 indice 36 | (2) (3.3.3.5)                  |                                |                                | (12) (3.3.3)                   | 320                 | 720                 | 500                 | 100                 |
| [31]       | 600-celule 24-diminuat (24-celule snub)                |                 | Construcție newythoffiană           | [3+,4,3] order 576 index 25      | (3) (3.3.3.3.3)                |                                |                                | (5) (3.3.3)                    | 144                 | 480                 | 432                 | 96                  |
| Nonuniform | 600-celule bi-24-diminuat                              |                 | Construcție newythoffiană           | ordin 144 index 100              | (6) tdi                        |                                |                                |                                | 48                  | 192                 | 216                 | 72                  |
| 34         | 600-celule rectificat                                  |                 | · r{3,3,5}                          | [5,3,3]                          | (2) (3.3.3.3.3)                |                                |                                | (5) (3.3.3.3)                  | 720                 | 3600                | 3600                | 720                 |
| Neuniform  | 600-celule rectificat 120-diminuat                     |                 | Construcție newythoffiană           | ordin 1200 index 12              | (2) 3.3.3.5                    | (2) 4.4.5                      |                                | (5) P4                         | 840                 | 2640                | 2400                | 600                 |
| 41         | 600-celule trunchiat                                   |                 | · t{3,3,5}                          | [5,3,3]                          | (1) (3.3.3.3.3)                |                                |                                | (5) (3.6.6)                    | 720                 | 3600                | 4320                | 1440                |
| 40         | 600-celule cantelat                                    |                 | · rr{3,3,5}                         | [5,3,3]                          | (1) (3.5.3.5)                  | (2) (4.4.5)                    |                                | (1) (3.4.3.4)                  | 1440                | 8640                | 10800               | 3600                |
| [38]       | 600-celule runcinat (și 120-celule runcinat)           |                 | · t0,3{3,3,5}                       | [5,3,3]                          | (1) (5.5.5)                    | (3) (4.4.5)                    | (3) (3.4.4)                    | (1) (3.3.3)                    | 2640                | 7440                | 7200                | 2400                |
| [39]       | 600-celule bitrunchiat (și 120-celule bitrunchiat)     |                 | · 2t{3,3,5}                         | [5,3,3]                          | (2) (5.6.6)                    |                                |                                | (2) (3.6.6)                    | 720                 | 4320                | 7200                | 3600                |
| 45         | 600-celule cantitrunchiat                              |                 | · tr{3,3,5}                         | [5,3,3]                          | (1) (5.6.6)                    | (1) (4.4.5)                    |                                | (2) (4.6.6)                    | 1440                | 8640                | 14400               | 7200                |
| 44         | 600-celule runcitrunchiat                              |                 | · t0,1,3{3,3,5}                     | [5,3,3]                          | (1) (3.4.5.4)                  | (1) (4.4.5)                    | (2) (4.4.6)                    | (1) (3.6.6)                    | 2640                | 13440               | 18000               | 7200                |
| [46]       | 600-celule omnitrunchiat (și 120-celule omnitrunchiat) |                 | · t0,1,2,3{3,3,5}                   | [5,3,3]                          | (1) (4.6.10)                   | (1) (4.4.10)                   | (1) (4.4.6)                    | (1) (4.6.6)                    | 2640                | 17040               | 28800               | 14400               |

### Familia D4
Familia semitesseractelor, [31,1,1], nu produce noi 4-politopuri uniforme, ci repetă unele construcții alternative. Familia are simetrii de ordinul 12 × 16 = 192: 4!/2 = 12 permutatări ale celor patru axe, alternate la jumătate, 24 = 16 de reflexii față de fiecare axă. Există un mic subgrup indice care formează 4-politopuri, [31,1,1]+, de ordinul 96.
| Nr.  | Nume                                                     | Figura vârfului | Diagramă · Coxeter · = · = | Numărul celulelor din poziție | Numărul celulelor din poziție | Numărul celulelor din poziție | Numărul celulelor din poziție | Numărul celulelor din poziție | Numărul elementelor | Numărul elementelor | Numărul elementelor | Numărul elementelor |
| Nr.  | Nume                                                     | Figura vârfului | Diagramă · Coxeter · = · = | Poz. 0 · (8)                  | Poz. 2 · (24)                 | Poz. 1 · (8)                  | Poz. 3 · (8)                  | Poz. alt (96)                 | Celule              | Fețe                | Laturi              | Vârfuri             |
| ---- | -------------------------------------------------------- | --------------- | -------------------------- | ----------------------------- | ----------------------------- | ----------------------------- | ----------------------------- | ----------------------------- | ------------------- | ------------------- | ------------------- | ------------------- |
| [12] | Semitesseract (același cu 16-celule)                     |                 | = · h{4,3,3}               |                               |                               | (4) (3.3.3)                   | (4) (3.3.3)                   |                               | 16                  | 32                  | 24                  | 8                   |
| [17] | tesseract cantic (același cu 16-celule trunchiat)        |                 | = · h2{4,3,3}              | (1) (3.3.3.3)                 |                               | (2) (3.6.6)                   | (2) (3.6.6)                   |                               | 24                  | 96                  | 120                 | 48                  |
| [11] | tesseract runcic (același cu tesseract rectificat)       |                 | = · h3{4,3,3}              | (1) (3.3.3)                   |                               | (1) (3.3.3)                   | (3) (3.4.3.4)                 |                               | 24                  | 88                  | 96                  | 32                  |
| [16] | tesseract runcicantic (același cu tesseract bitrunchiat) |                 | = · h2,3{4,3,3}            | (1) (3.6.6)                   |                               | (1) (3.6.6)                   | (2) (4.6.6)                   |                               | 24                  | 96                  | 96                  | 24                  |

Când nodurile celor 3 ramuri bifurcate sunt inelate identic, simetria poate fi mărită cu 6, ca [3[31,1,1]] = [3,4,3], astfel aceste politopuri sunt repetări din familia 24-celule.
| Nr.  | Nume                                                      | Figura vârfului | Diagramă · Coxeter · = · =                 | Numărul celulelor din poziție | Numărul celulelor din poziție | Numărul celulelor din poziție | Numărul elementelor | Numărul elementelor | Numărul elementelor | Numărul elementelor |
| Nr.  | Nume                                                      | Figura vârfului | Diagramă · Coxeter · = · =                 | Poz. 0,1,3 · (24)             | Poz. 2 · (24)                 | Poz. alt (96)                 | Celule              | Fețe                | Laturi              | Vârfuri             |
| ---- | --------------------------------------------------------- | --------------- | ------------------------------------------ | ----------------------------- | ----------------------------- | ----------------------------- | ------------------- | ------------------- | ------------------- | ------------------- |
| [22] | 16-celule rectificat (același cu 24-celule)               |                 | = = · = · {31,1,1} = r{3,3,4} = {3,4,3}    | (6) (3.3.3.3)                 |                               |                               | 48                  | 240                 | 288                 | 96                  |
| [23] | 16-celule cantelat (același cu 24-celule rectificat)      |                 | = = · = · r{31,1,1} = rr{3,3,4} = r{3,4,3} | (3) (3.4.3.4)                 | (2) (4.4.4)                   |                               | 24                  | 120                 | 192                 | 96                  |
| [24] | 16-celule cantitrunchiat (același cu 24-celule trunchiat) |                 | = · t{31,1,1} = tr{3,3,4} = t{3,4,3}       | (3) (4.6.6)                   | (1) (4.4.4)                   |                               | 48                  | 240                 | 384                 | 192                 |
| [31] | 24-celule snub                                            |                 | = · s{31,1,1} = sr{3,3,4} = s{3,4,3}       | (3) (3.3.3.3.3)               | (1) (3.3.3)                   | (4) (3.3.3)                   | 144                 | 480                 | 432                 | 96                  |

Și aici, 24-celule snub, cu grupul de simetrie [31,1,1]+, reprezintă o trunchiere alternată a 24-celule trunchiat, cu 96 de noi tetraedre în pozițiile vârfurilor șterse. Spre deosebire de apariția sa în celelalte grupuri, ca 4-politop parțial snub, numai în cadrul acestui grup de simetrie este complet analog cu snuburile Kepler, adică cubul snub și dodecaedrul snub.

### Marea antiprismă
Marea antiprismă este un 4-politop convex uniform newythoffian format din 20 de antiprisme pentagonale care formează două inele perpendiculare unite prin 300 de tetraedrue. Este întrucâtva analog antiprismelor tridimensionale, care constau din două poligoane paralele unite de o bandă de triunghiuri. Însă, spre deosebire de ele, marea antiprismă nu este membrul unei familii infinite de politopuri uniforme.
Simetria sa este grupul Coxeter diminuat ionic, [[10,2+,10]], de ordinul 400.
| Nr. | Nume             | Diagramă Schlegel | Figura vârfului | Diagramă Coxeter și simbol Schläfli | Cells by type | Cells by type | Element counts | Element counts | Element counts | Element counts | Net |
| Nr. | Nume             | Diagramă Schlegel | Figura vârfului | Diagramă Coxeter și simbol Schläfli | Cells by type | Cells by type | Celule         | Fețe           | Laturi         | Vârfuri        | Net |
| --- | ---------------- | ----------------- | --------------- | ----------------------------------- | ------------- | ------------- | -------------- | -------------- | -------------- | -------------- | --- |
| 47  | Marea antiprismă |                   |                 | Fără simbol                         | 300 (3.3.3)   | 20 (3.3.3.5)  | 320            | 20 {5} 700 {3} | 500            | 100            |     |

### 4-politopuri prismatice uniforme
Un politop prismatic este un produs cartezian din două politopuri din dimensiuni inferioare; exemple familiare sunt [[prismă (geometrie) |prismele] tridimensionale, care sunt produse ale unui poligon și ale unui segment de dreaptă. 4-politopurile uniforme prismatice constau din două familii infinite:
- "Prisme poliedrice": produsul unui segment de dreaptă și a unui poliedru uniform. Această familie este infinită deoarece include prismele și antiprismele tridimensionale.
- Duoprisme: produsul a două poligoane.

#### Prisme poliedrice convexe
O familie evidentă de 4-politopuri prismatice este prismele poliedrice, adică produsul unui poliedru cu un segment de dreaptă. Celulele unui astfel de 4-politop sunt două poliedre uniforme identice situate în hiperplane paralele (celulele de bază) și un strat de prisme care le unesc (celulele laterale). Această familie conține prisme pentru cele 75  de poliedre uniforme neprismatice (din care 18 sunt convexe; dintre acestea, una, prisma cub, este prezentată mai sus ca teseract).
Există 18 prisme poliedrice convexe create din cele 5 poliedre platonice și cele 13 poliedre arhimedice, precum și pentru familiile infinite de prisme și antiprisme tridimensionale. Ordinul de simetrie al unei prisme poliedrice este de două ori mai mare decât cel al poliedrului de bază.

#### Prisme tetraedrice: A3× A1
Acestea au simetrie tetraedrică prismatică [3,3,2], de ordinul 48. Există două subgrupuri indice, [(3,3)+,2] și [3,3,2]+, dar al doilea nu produce 4-politopuri uniforme.
| Nr. | Nume                          | Diagramă Schlegel | Figura vârfului | Diagramă Coxeter și simbol Schläfli | rowspan=2 colspan=3 | Nr. celulelor din poziție | Numărul elementelor | Numărul elementelor | Numărul elementelor | Numărul elementelor | Desfășurată |  |
| Nr. | Nume                          | Diagramă Schlegel | Figura vârfului | Diagramă Coxeter și simbol Schläfli | Celule              | Fețe                      | Laturi              | Vârfuri             |                     |                     | Desfășurată |  |
| --- | ----------------------------- | ----------------- | --------------- | ----------------------------------- | ------------------- | ------------------------- | ------------------- | ------------------- | ------------------- | ------------------- | ----------- |  |
| 48  | Prismă tetraedrică            |                   |                 | · {3,3}×{ } · t0,3{3,3,2}           | 2 3.3.3             | 4 3.4.4                   |                     | 6                   | 8 {3} 6 {4}         | 16                  | 8           |  |
| 49  | Prismă tetraedrică trunchiată |                   |                 | · t{3,3}×{ } · t0,1,3{3,3,2}        | 2 3.6.6             | 4 3.4.4                   | 4 4.4.6             | 10                  | 8 {3} 18 {4} 8 {6}  | 48                  | 24          |  |

| Nr.       | Nume                                                                         | Diagramă Schlegel | Figura vârfului | Diagramă Coxeter și simbol Schläfli                                  | rowspan=2 colspan=3 | Nr. celulelor din poziție | Numărul elementelor | Numărul elementelor | Numărul elementelor | Numărul elementelor | Desfășurată |  |
| Nr.       | Nume                                                                         | Diagramă Schlegel | Figura vârfului | Diagramă Coxeter și simbol Schläfli                                  | Celule              | Fețe                      | Laturi              | Vârfuri             |                     |                     | Desfășurată |  |
| --------- | ---------------------------------------------------------------------------- | ----------------- | --------------- | -------------------------------------------------------------------- | ------------------- | ------------------------- | ------------------- | ------------------- | ------------------- | ------------------- | ----------- |  |
| [51]      | Prismă tetraedrică rectificată (același cu prismă octaedrică)                |                   |                 | · r{3,3}×{ } · t1,3{3,3,2}                                           | 2 3.3.3.3           | 4 3.4.4                   |                     | 6                   | 16 {3} 12 {4}       | 30                  | 12          |  |
| [50]      | Prismă tetraedrică cantelată (același cu prismă cuboctaedrică)               |                   |                 | · rr{3,3}×{ } · t0,2,3{3,3,2}                                        | 2 3.4.3.4           | 8 3.4.4                   | 6 4.4.4             | 16                  | 16 {3} 36 {4}       | 60                  | 24          |  |
| [54]      | Prismă tetraedrică cantitrunchiată (același cu prismă octaedrică trunchiată) |                   |                 | · tr{3,3}×{ } · t0,1,2,3{3,3,2}                                      | 2 4.6.6             | 8 6.4.4                   | 6 4.4.4             | 16                  | 48 {4} 16 {6}       | 96                  | 48          |  |
| [59]      | Prismă tetraedrică snub (același cu prismă icosaedrică)                      |                   |                 | · sr{3,3}×{ }                                                        | 2 3.3.3.3.3         | 20 3.4.4                  |                     | 22                  | 40 {3} 30 {4}       | 72                  | 24          |  |
| Neuniform | Antiprismă tetraedrică omnisnub                                              |                   |                 | {\displaystyle s\left\{{\begin{array}{l}3\\3\\2\end{array}}\right\}} | 2 3.3.3.3.3         | 8 3.3.3.3                 | 6+24 3.3.3          | 40                  | 16+96 {3}           | 96                  | 24          |  |

#### Prisme octaedrice: B3× A1
Acestea au simetrie octaedrică prismatică [4,3,2], de ordinul 96. Există 6 subgrupuri indice 2, de ordinul 48, care generează 4-politopurile alternate de mai jos. Simetriile, în notația Coxeter sunt [(4,3)+,2], [1+,4,3,2], [4,3,2+], [4,3+,2], [4,(3,2)+] și [4,3,2]+.
| Nr.       | Nume | Diagramă Schlegel | Figura vârfului | Diagramă Coxeter și simbol Schläfli                                  | Numărul celulelor din poziție | Numărul celulelor din poziție | Numărul celulelor din poziție | Numărul celulelor din poziție | Numărul elementelor | Numărul elementelor  | Numărul elementelor | Numărul elementelor | Desfășurată |
| Nr.       | Nume | Diagramă Schlegel | Figura vârfului | Diagramă Coxeter și simbol Schläfli                                  | Numărul celulelor din poziție | Numărul celulelor din poziție | Numărul celulelor din poziție | Numărul celulelor din poziție | Celule              | Fețe                 | Laturi              | Vârfuri             | Desfășurată |
| --------- | --- | ----------------- | --------------- | -------------------------------------------------------------------- | ----------------------------- | ----------------------------- | ----------------------------- | ----------------------------- | ------------------- | -------------------- | ------------------- | ------------------- | ----------- |
| [10]      | Prismă cubică (același cu tesseract) (același cu 4-4 duoprismă)                                              |                   |                 | · {4,3}×{ } · t0,3{4,3,2}                                            | 2 4.4.4                       | 6 4.4.4                       |                               |                               | 8                   | 24 {4}               | 32                  | 16                  |             |
| 50        | Prismă cuboctaedrică (același cu prismă tetraedrică cantelată)                                               |                   |                 | · r{4,3}×{ } · t1,3{4,3,2}                                           | 2 3.4.3.4                     | 8 3.4.4                       | 6 4.4.4                       |                               | 16                  | 16 {3} 36 {4}        | 60                  | 24                  |             |
| 51        | prismă octaedrică (același cu prismă tetraerică rectificată) (același cu prismă antiprismatică tringhiulară) |                   |                 | · {3,4}×{ } · t2,3{4,3,2}                                            | 2 3.3.3.3                     | 8 3.4.4                       |                               |                               | 10                  | 16 {3} 12 {4}        | 30                  | 12                  |             |
| 52        | Prismă rombicuboctaedrică                                                                                    |                   |                 | · rr{4,3}×{ } · t0,2,3{4,3,2}                                        | 2 3.4.4.4                     | 8 3.4.4                       | 18 4.4.4                      |                               | 28                  | 16 {3} 84 {4}        | 120                 | 48                  |             |
| 53        | Prismă cubică trunchiată                                                                                     |                   |                 | · t{4,3}×{ } · t0,1,3{4,3,2}                                         | 2 3.8.8                       | 8 3.4.4                       | 6 4.4.8                       |                               | 16                  | 16 {3} 36 {4} 12 {8} | 96                  | 48                  |             |
| 54        | Prismă octaedrică trunchiată (același cu prismă tetraedrică cantitrunchiată)                                 |                   |                 | · t{3,4}×{ } · t1,2,3{4,3,2}                                         | 2 4.6.6                       | 6 4.4.4                       | 8 4.4.6                       |                               | 16                  | 48 {4} 16 {6}        | 96                  | 48                  |             |
| 55        | Prismă cuboctaedrică trunchiată                                                                              |                   |                 | · tr{4,3}×{ } · t0,1,2,3{4,3,2}                                      | 2 4.6.8                       | 12 4.4.4                      | 8 4.4.6                       | 6 4.4.8                       | 28                  | 96 {4} 16 {6} 12 {8} | 192                 | 96                  |             |
| 56        | Prismă cubică snub                                                                                           |                   |                 | · sr{4,3}×{ }                                                        | 2 3.3.3.3.4                   | 32 3.4.4                      | 6 4.4.4                       |                               | 40                  | 64 {3} 72 {4}        | 144                 | 48                  |             |
| [48]      | Prismă tetraedrică                                                                                           |                   |                 | · h{4,3}×{ }                                                         | 2 3.3.3                       | 4 3.4.4                       |                               |                               | 6                   | 8 {3} 6 {4}          | 16                  | 8                   |             |
| [49]      | Prismă tetraedrică trunchiată                                                                                |                   |                 | · h2{4,3}×{ }                                                        | 2 3.3.6                       | 4 3.4.4                       | 4 4.4.6                       |                               | 6                   | 8 {3} 6 {4}          | 16                  | 8                   |             |
| [50]      | Prismă cuboctaedrică                                                                                         |                   |                 | · rr{3,3}×{ }                                                        | 2 3.4.3.4                     | 8 3.4.4                       | 6 4.4.4                       |                               | 16                  | 16 {3} 36 {4}        | 60                  | 24                  |             |
| [52]      | Prismă rombicuboctaedrică                                                                                    |                   |                 | · s2{3,4}×{ }                                                        | 2 3.4.4.4                     | 8 3.4.4                       | 18 4.4.4                      |                               | 28                  | 16 {3} 84 {4}        | 120                 | 48                  |             |
| [54]      | Prismă octaedrică trunchiată                                                                                 |                   |                 | · tr{3,3}×{ }                                                        | 2 4.6.6                       | 6 4.4.4                       | 8 4.4.6                       |                               | 16                  | 48 {4} 16 {6}        | 96                  | 48                  |             |
| [59]      | Prismă icosaedrică                                                                                           |                   |                 | · s{3,4}×{ }                                                         | 2 3.3.3.3.3                   | 20 3.4.4                      |                               |                               | 22                  | 40 {3} 30 {4}        | 72                  | 24                  |             |
| [12]      | 16-celule |                   |                 | · s{2,4,3}                                                           | 2+6+8 3.3.3.3                 |                               |                               |                               | 16                  | 32 {3}               | 24                  | 8                   |             |
| Neuniform | Antiprismă tetraedrică omnisnub                                                                              |                   |                 | · sr{2,3,4}                                                          | 2 3.3.3.3.3                   | 8 3.3.3.3                     | 6+24 3.3.3                    |                               | 40                  | 16+96 {3}            | 96                  | 24                  |             |
| Neuniform | Antiprismă cubică omnisnub                                                                                   |                   |                 | {\displaystyle s\left\{{\begin{array}{l}4\\3\\2\end{array}}\right\}} | 2 3.3.3.3.4                   | 12+48 3.3.3                   | 8 3.3.3.3                     | 6 3.3.3.4                     | 76                  | 16+192 {3} 12 {4}    | 192                 | 48                  |             |
| Neuniform | 4-hosoedru cubic snub runcic                                                                                 |                   |                 | · s3{2,4,3}                                                          | 2 3.6.6                       | 6 3.3.3                       | 8 cupolă triunghiulară        |                               | 16                  | 52                   | 60                  | 24                  |             |

#### Prisme icosaedrice: H3× A1
Acestea au simetrie icosaedrică prismatică [5,3,2], de ordinul 240. Există două subgrupuri indice 2, [(5,3)+,2] and [5,3,2]+, dar al doilea nu produce 4-politopuri uniforme.
| Nr.       | Nume                                                    | Diagramă Schlegel | Figura vârfului | Diagramă Coxeter și simbol Schläfli                                  | Numărul celulelor din poziție | Numărul celulelor din poziție | Numărul celulelor din poziție | Numărul celulelor din poziție | Numărul elementelor | Numărul elementelor    | Numărul elementelor | Numărul elementelor | Desfășurată |
| Nr.       | Nume                                                    | Diagramă Schlegel | Figura vârfului | Diagramă Coxeter și simbol Schläfli                                  | Numărul celulelor din poziție | Numărul celulelor din poziție | Numărul celulelor din poziție | Numărul celulelor din poziție | Celule              | Fețe                   | Laturi              | Vârfuri             | Desfășurată |
| --------- | ------------------------------------------------------- | ----------------- | --------------- | -------------------------------------------------------------------- | ----------------------------- | ----------------------------- | ----------------------------- | ----------------------------- | ------------------- | ---------------------- | ------------------- | ------------------- | ----------- |
| 57        | Prismă dodecaedrică                                     |                   |                 | · {5,3}×{ } · t0,3{5,3,2}                                            | 2 5.5.5                       | 12 4.4.5                      |                               |                               | 14                  | 30 {4} 24 {5}          | 80                  | 40                  |             |
| 58        | Prismă icosidodecaedrică                                |                   |                 | · r{5,3}×{ } · t1,3{5,3,2}                                           | 2 3.5.3.5                     | 20 3.4.4                      | 12 4.4.5                      |                               | 34                  | 40 {3} 60 {4} 24 {5}   | 150                 | 60                  |             |
| 59        | Prismă icosaedrică (același cu prismă tetraedrică snub) |                   |                 | · {3,5}×{ } · t2,3{5,3,2}                                            | 2 3.3.3.3.3                   | 20 3.4.4                      |                               |                               | 22                  | 40 {3} 30 {4}          | 72                  | 24                  |             |
| 60        | Prismă dodecaedrică trunchiată                          |                   |                 | · t{5,3}×{ } · t0,1,3{5,3,2}                                         | 2 3.10.10                     | 20 3.4.4                      | 12 4.4.10                     |                               | 34                  | 40 {3} 90 {4} 24 {10}  | 240                 | 120                 |             |
| 61        | Prismă rombicosidodecaedrică                            |                   |                 | · rr{5,3}×{ } · t0,2,3{5,3,2}                                        | 2 3.4.5.4                     | 20 3.4.4                      | 30 4.4.4                      | 12 4.4.5                      | 64                  | 40 {3} 180 {4} 24 {5}  | 300                 | 120                 |             |
| 62        | Prismă icosaedrică trunchiată                           |                   |                 | · t{3,5}×{ } · t1,2,3{5,3,2}                                         | 2 5.6.6                       | 12 4.4.5                      | 20 4.4.6                      |                               | 34                  | 90 {4} 24 {5} 40 {6}   | 240                 | 120                 |             |
| 63        | Prismă icosidodecaedrică trunchiată                     |                   |                 | · tr{5,3}×{ } · t0,1,2,3{5,3,2}                                      | 2 4.6.10                      | 30 4.4.4                      | 20 4.4.6                      | 12 4.4.10                     | 64                  | 240 {4} 40 {6} 24 {10} | 480                 | 240                 |             |
| 64        | Prismă dodecaedrică snub                                |                   |                 | · sr{5,3}×{ }                                                        | 2 3.3.3.3.5                   | 80 3.4.4                      | 12 4.4.5                      |                               | 94                  | 160 {3} 150 {4} 24 {5} | 360                 | 120                 |             |
| Neuniform | Antiprismă dodecahedrică omnisnub                       |                   |                 | {\displaystyle s\left\{{\begin{array}{l}5\\3\\2\end{array}}\right\}} | 2 3.3.3.3.5                   | 30+120 3.3.3                  | 20 3.3.3.3                    | 12 3.3.3.5                    | 184                 | 20+240 {3} 24 {5}      | 220                 | 120                 |             |

#### Duoprisme: [p] × [q]
Cea de a doua este familia infinită de duoprisme uniforme, produsul de două poligoane regulate. Diagrama Coxeter–Dynkin a unei duoprisme este . Figura vârfurilor lor este un bisfenoid tetragonal, .
Când unul dintre cele două poligoane „factor” este un pătrat, această familie se suprapune cu prima: produsul este echivalent cu o hiperprismă a cărui bază este o prismă tridimensională. Ordinul de simetrie al unei duoprisme ai cărei factori sunt un p-gon și un q-gon (o duoprismă „p,q”) este de 4pq  dacă  p ≠ q; dacă factorii sunt ambii p-goane, ordinul de simetrie este 8p2. Teseractul poate fi considerat o 4,4-duoprismă.
Elementele unei p,q-duoprisme (p ≥ 3, q ≥ 3) sunt:
- celulele: prisme p q-gonale, prisme, q p-gonale;
- fețele: pătrate pq, p q-goane, q p-goane;
- laturile: 2pq;
- vârfurile: pq.

Nu există un analog uniform cvadridimensional cu familia infinită a antiprismelor tridimensionale.
Mulțimea infinită de duoprisme p-q —  — prisme p q-gonale, prisme q p-gonale:
| Nume                                 | Diagramă Coxeter | Celule                                      | Diagrame Schlegel | Desfășurtă |
| ------------------------------------ | ---------------- | ------------------------------------------- | ----------------- | ---------- |
| 3-3 duoprismă                        |                  | 3+3 prisme triunghiulare                    |                   |            |
| 3-4 duoprismă                        |                  | 3 cubes 4 prisme triunghiulare              |                   |            |
| 4-4 duoprismă (același cu tesseract) |                  | 4+4 cuburi                                  |                   |            |
| 3-5 duoprismă                        |                  | 3 prisme pentagonale 5 prisme triunghiulare |                   |            |
| 4-5 duoprismă                        |                  | 4 prisme pentagonale 5 cuburi               |                   |            |
| 5-5 duoprismă                        |                  | 5+5 prisme pentagonale                      |                   |            |
| 3-6 duoprismă                        |                  | 3 prisme hexagonale 6 prisme triunghiulare  |                   |            |
| 4-6 duoprismă                        |                  | 4 prisme hexagonale 6 cuburi                |                   |            |
| 5-6 duoprismă                        |                  | 5 prisme hexagonale 6 prisme pentagonale    |                   |            |
| 6-6 duoprismă                        |                  | 6+6 prisme hexagonale                       |                   |            |

| 3-3 | 3-4 | 3-5 | 3-6 | 3-7 | 3-8 |
| 4-3 | 4-4 | 4-5 | 4-6 | 4-7 | 4-8 |
| 5-3 | 5-4 | 5-5 | 5-6 | 5-7 | 5-8 |
| 6-3 | 6-4 | 6-5 | 6-6 | 6-7 | 6-8 |
| 7-3 | 7-4 | 7-5 | 7-6 | 7-7 | 7-8 |
| 8-3 | 8-4 | 8-5 | 8-6 | 8-7 | 8-8 |

#### Prisme prismatice poligonale [p] × [ ] × [ ]
Mulțimea infinită de prisme prismatice uniforme se suprapune cu duoprismele 4-p: (p ≥ 3) —  — p cuburi și 4 prisme p-gonale (toate sunt identice cu duoprisma 4-p ). Al doilea politop din serie este o simetrie inferioară a tesseractului, {4}×{4}.
| Nume              | {3}×{4}           | {4}×{4}           | {5}×{4}           | {6}×{4}           | {7}×{4}           | {8}×{4}           | {p}×{4}           |
| ----------------- | ----------------- | ----------------- | ----------------- | ----------------- | ----------------- | ----------------- | ----------------- |
| Diagramă Coxeter  |                   | ·                 |                   | ·                 |                   | ·                 |                   |
| Diagramă Schlegel |                   |                   |                   |                   |                   |                   |                   |
| Celule            | 3 {4}×{} 4 {3}×{} | 4 {4}×{} 4 {4}×{} | 5 {4}×{} 4 {5}×{} | 6 {4}×{} 4 {6}×{} | 7 {4}×{} 4 {7}×{} | 8 {4}×{} 4 {8}×{} | p {4}×{} 4 {p}×{} |
| Desfășurată       |                   |                   |                   |                   |                   |                   |                   |

#### Prisme antiprismatice poligonale: [p] × [ ] × [ ]
Mulțimile infinite de prisme antiprismatice uniforme sunt formate din două antiprisme paralele: (p ≥ 2) —  — antiprisme 2p-gonale, conectate prin prisme 2p-gonale și 2p prisme triunghiulare.
| Nume              | s{2,2}×{}                        | s{2,3}×{}                  | {2,4}×{}                   | s{2,5}×{}                   | s{2,6}×{}                   | s{2,7}×{}                   | s{2,8}×{}                   | s{2,p}×{}                   |
| ----------------- | -------------------------------- | -------------------------- | -------------------------- | --------------------------- | --------------------------- | --------------------------- | --------------------------- | --------------------------- |
| Diagramă Coxeter  | ·                                | ·                          | ·                          | ·                           | ·                           | ·                           | ·                           | ·                           |
| Diagramă Schlegel |                                  |                            |                            |                             |                             |                             |                             |                             |
| Figura vârfului   |                                  |                            |                            |                             |                             |                             |                             |                             |
| Celule            | 2 s{2,2} (2) {2}×{}={4} 4 {3}×{} | 2 s{2,3} 2 {3}×{} 6 {3}×{} | 2 s{2,4} 2 {4}×{} 8 {3}×{} | 2 s{2,5} 2 {5}×{} 10 {3}×{} | 2 s{2,6} 2 {6}×{} 12 {3}×{} | 2 s{2,7} 2 {7}×{} 14 {3}×{} | 2 s{2,8} 2 {8}×{} 16 {3}×{} | 2 s{2,p} 2 {p}×{} 2p {3}×{} |
| Desfășurată       |                                  |                            |                            |                             |                             |                             |                             |                             |

O "prismă antiprismatică p-gonală" are "4p" triunghiuri, "4p" pătrate și 4 fețe p-gonale. Are 10p laturi și 4p vârfuri.

### Alternări neuniforme
Coxeter a prezentat doar două soluții uniforme pentru grupurile Coxeter de rangul 4 cu toate inelele alternate (nodurile notate cu cercuri goale). Prima este , s{21,1,1} care reprezintă un subgrup indice 24 (simetie [2,2,2]+, ordin 8) de forma unui semitesseract, , h{4,3,3} (simetrie [1+,4,3,3] = [31,1,1], ordin 192). A doua este , s{31,1,1}, care este un subgrup indice 6 (simetrie [31,1,1]+, ordin 96) de forma unui 24-celule snub, , s{3,4,3}, (simetrie [3+,4,3], ordin 576).
Alte alternări, ca , o alternare a unui tesseract omnitrunchiat , nu poate fi făcut unifom prin rezolvarea problemei laturilor egale deoarece în general sistemul care-l caracterizează este supradeterminat⁠(d), având 6 ecuații și doar 4 variabile. Astfel de figuri alternate neuniforme pot fi construite ca 4-politopuri izogonale prin îndepărtarea uneia dintre cele două jumătăți de vârfuri ale figurii complet inelate, dar vor avea lungimi ale laturilor inegale. La fel ca alternările uniforme, vor avea jumătate din simetria figurii uniforme, cum ar fi [4,3,3]+, ordin 192, care este simetria tesseractului omnitrunchiat alternat.
Construcțiile Wythoff cu alternanțe produc figuri izogonale care pot fi făcute echilaterale, dar nu și uniforme, deoarece golurile alternate (în jurul vârfurilor eliminate) creează celule care nu sunt regulate sau semiregulate. Un nume propus pentru astfel de figuri este politopuri scaliforme. Această categorie admite ca celule un subset de poliedre Johnson, de exemplu cupola triunghiulară.
Fiecare configurație a vârfului dintr-un poliedru Johnson trebuie să existe în figura vârfului. De exemplu, o piramidă pătrată are două configurații ale vârfurilor: 3.3.4 în jurul bazei și 3.3.3.3 la apex.
Desfășuratele și figurile vârfurilor celor două cazuri convexe sunt date mai jos, împreună cu o listă de celule din jurul fiecărui vârf.
| Diagramă Coxeter | s3{2,4,3}, | s3{3,4,3}, |
| Relații          | 24 din 48 de vârfuri ale prismei rombicuboctaedrice                                                                   | 288 din 576 de vârfuri ale 24-celule runcitrunchiat |
| ---------------- | --- | --- |
| Desfășurată      | 4-hosoedru cubic runcic                                                                                               | 24-celule snub runcic |
| Celule           | | |
| Figura vârfului  | (1) 3.4.3.4: cupolă triunghiulară (2) 3.4.6: cupolă triunghiulară (1) 3.3.3: tetraedru (1) 3.6.6: tetraedru trunchiat | (1) 3.4.3.4: cupolă triunghiulară (2) 3.4.6: cupolă triunghiulară (2) 3.4.4: prismă triunghiulară (1) 3.6.6: tetraedru trunchiat (1) 3.3.3.3.3: icosaedru |

### Derivări geometrice ale celor 46 de 4-politopuri uniforme wythoffiene neprismatice
Cele 46 de politopuri wythoffiene includ cele șase 4-politopuri regulate convexe. Celelalte patruzeci pot fi obținute din 4-politopurile regulate prin operații geometrice care conservă majoritatea sau toate simetriile, prin urmare pot fi clasificate după grupul de simetrie comun.
| Diagrama rezumativă a operațiilor de trunchiere | Exemple de poziții ale punctului generator caleidoscopic din domeniul fundamental |

Operațiile geometrice prin care se obțin cele 40 de politopuri uniforme din 4-politopurile regulate sunt operații de trunchiere. Un 4-politop poate fi trunchiat la vârfuri, laturi sau fețe, ducând la adăugarea de celule corespunzătoare acelor elemente, fapt prezentat în coloanele tabelelor următoare.
Diagrama Coxeter–Dynkin arată prin noduri cele patru oglinzi ale caleidoscopului wythoffian, iar laturile dintre noduri sunt etichetate cu un număr întreg care arată unghiul dintre oglinzi ({\displaystyle \pi ,/n} radiani sau {\displaystyle 180^{\circ }/n}. Nodurile inelate arată care oglinzi sunt active pentru fiecare formă; o oglindă este activă față de un vârf care nu se află pe ea.
| Operația                              | Simbol Schläfli  | Simetrie                 | Diagramă Coxeter | Descriere |
| ------------------------------------- | ---------------- | ------------------------ | ---------------- | --- |
| Inițial                               | t0{p,q,r}        | [p,q,r]                  |                  | Forma regulată inițială {p,q,r} |
| Rectificare                           | t1{p,q,r}        | [p,q,r]                  |                  | Trunchierea este aplicată până când laturile inițiale degenerează în puncte. |
| Birectificare (Dual rectificat)       | t2{p,q,r}        | [p,q,r]                  |                  | Fețele sunt trunchiate la puncte. Aceeași ca dual rectificat. |
| Trirectificare (dual)                 | t3{p,q,r}        | [p,q,r]                  |                  | Celulele sunt trunchiate la puncte. Dual regulat {r,q,p} |
| Trunchiere                            | t0,1{p,q,r}      | [p,q,r]                  |                  | Fiecare vârf este tăiat până la mijlocul fiecărei laturi inițiale. Unde s-a aflat vârful apare o nouă celulă, figura vârfului 4-politopului inițial. Fiecare celulă inițială este, de asemenea, trunchiată. |
| Bitrunchiere                          | t1,2{p,q,r}      | [p,q,r]                  |                  | O trunchiere între o formă rectificată și forma rectificată duală. |
| Tritrunchiere                         | t2,3{p,q,r}      | [p,q,r]                  |                  | Dual trunchiat {r,q,p}. |
| Cantelare                             | t0,2{p,q,r}      | [p,q,r]                  |                  | O trunchiere aplicată laturilor și vârfurilor și definește o progresie între forma regulată rectificată și forma duală rectificată.                                                                         |
| Bicantelare                           | t1,3{p,q,r}      | [p,q,r]                  |                  | Dual cantelat {r,q,p}. |
| Runcinare (sau expandare)             | t0,3{p,q,r}      | [p,q,r]                  |                  | O trunchiere aplicată celulelor, fețelor și laturilor; definește o progresie între o formă regulată și cea duală.                                                                                           |
| Cantitrunchiere                       | t0,1,2{p,q,r}    | [p,q,r]                  |                  | Ambele operații de cantelare și trunchiere. |
| Bicantitrunchiere                     | t1,2,3{p,q,r}    | [p,q,r]                  |                  | Dual cantitrunchiat {r,q,p}. |
| Runcitrunchiere                       | t0,1,3{p,q,r}    | [p,q,r]                  |                  | Ambele operații de runcinare și trunchiere. |
| Runcicantelare                        | t0,1,3{p,q,r}    | [p,q,r]                  |                  | Dual runcitrunchiat {r,q,p}. |
| Omnitrunchiere (runcicantitrunchiere) | t0,1,2,3{p,q,r}  | [p,q,r]                  |                  | Toate trei operațiile de cantelare, runcinare și trunchiere. |
| Înjumătățire                          | h{2p,3,q}        | [1+,2p,3,q] =[(3,p,3),q] |                  | Alternare a , aceeași cu |
| Cantic                                | h2{2p,3,q}       | [1+,2p,3,q] =[(3,p,3),q] |                  | Aceeași cu |
| Runcic                                | h3{2p,3,q}       | [1+,2p,3,q] =[(3,p,3),q] |                  | Aceeași cu |
| Runcicantic                           | h2,3{2p,3,q}     | [1+,2p,3,q] =[(3,p,3),q] |                  | Aceeași cu |
| Sfertuire                             | q{2p,3,2q}       | [1+,2p,3,2q,1+]          |                  | Aceeași cu |
| Snub                                  | s{p,2q,r}        | [p+,2q,r]                |                  | Trunchiere alternată |
| Snub cantic                           | s2{p,2q,r}       | [p+,2q,r]                |                  | Trunchiere alternată cantelată |
| Snub runcic                           | s3{p,2q,r}       | [p+,2q,r]                |                  | Trunchiere alternată runcinată |
| Snub runcicantic                      | s2,3{p,2q,r}     | [p+,2q,r]                |                  | Trunchiere alternată runcicantelată |
| Snub rectificat                       | sr{p,q,2r}       | [(p,q)+,2r]              |                  | Trunchiere alternată rectificată |
|                                       | ht0,3{2p,q,2r}   | [(2p,q,2r,2+)]           |                  | Runcinare alternată |
| Bisnub                                | 2s{2p,q,2r}      | [2p,q+,2r]               |                  | Bitrunchiere alternată |
| Omnisnub                              | ht0,1,2,3{p,q,r} | [p,q,r]+                 |                  | Omnitrunchiere alternată |

Dacă două politopuri sunt duale (de exemplu tesseractul și 16-celule, sau 120-celule și 600-celule), atunci „bitrunchierea”, „runcinarea” sau  omnitrunchierea produc aceeași figură ca aceeași operație aplicată celuilalt. Astfel, acolo unde în tabel apare doar unul dintre cazuri, trebuie înțeles că se aplică oricăruia dintre cele două 4-politopuri inițiale.

#### Rezumatul construcțiilor prin simetrie extinsă
Cele 46 de 4-politopuri uniforme construite din simetriile A4, B4, F4 și H4 sunt date în acest tabel prin simetria lor extinsă completă și diagramele Coxeter. Alternările sunt grupate după simetria lor chirală. Toate alternările sunt date, deși 24-celule snub, cu 3 familii de construcții, este singurul care este uniform. Numerele din paranteză sunt fie repetări, fie neuniforme. Diagramele Coxeter sunt date cu indici 1 până la 46. Sunt incluse familiile duoprismatice 3-3 și 4-4, a doua pentru relația sa cu familia B4.
| Grup Coxeter | Simetrie extinsă                              | 4-politopuri | 4-politopuri                                                                                               | Simetrie extinsă chirală                  | Faguri alternați | Faguri alternați       |
| ------------ | --------------------------------------------- | ------------ | --- | ----------------------------------------- | ---------------- | ---------------------- |
| [3,3,3] ·    | [3,3,3] · (order 120)                         | 6            | (2) \| (3) · (4) \| (7) \| (8)                                                                             |                                           |                  |                        |
| [3,3,3] ·    | [2+[3,3,3]] · (order 240)\|\|3                | (6) \| (9)   | [2+[3,3,3]]+ (order 120)                                                                                   | (1)                                       | (−)              |                        |
| [3,31,1] ·   | [3,31,1] · (order 192)                        | 0            | (nu există)                                                                                                |                                           |                  |                        |
| [3,31,1] ·   | [1[3,31,1]]=[4,3,3] · = · (order 384)         | (4)          | (17) \| (11) \| (16)                                                                                       |                                           |                  |                        |
| [3,31,1] ·   | [3[31,1,1]]=[3,4,3] · = · (order 1152)        | (3)          | (23) \| (24)                                                                                               | [3[3,31,1]]+ =[3,4,3]+ (order 576)        | (1)              | (31) (= ) · (−)        |
| [4,3,3] ·    | [3[1+,4,3,3]]=[3,4,3] · = · (order 1152)      | (3)          | (22) \| (23) \| (24)                                                                                       |                                           |                  |                        |
| [4,3,3] ·    | [4,3,3] · (order 384)                         | 12           | (10) \| (11) \| (12) \| (13) \| (14) · (15) \| (16) \| (17) \| (18) \| (19) · (20) \| (21)                 | [1+,4,3,3]+ (order 96)                    | (2)              | (12) (= ) · (31) · (−) |
| [4,3,3] ·    | [4,3,3] · (order 384)                         | 12           | (10) \| (11) \| (12) \| (13) \| (14) · (15) \| (16) \| (17) \| (18) \| (19) · (20) \| (21)                 | [4,3,3]+ (order 192)                      | (1)              | (−)                    |
| [3,4,3] ·    | [3,4,3] · (order 1152)                        | 6            | (23) \| (24) · (25) \| (28) \| (29)                                                                        | [2+[3+,4,3+]] (order 576)                 | 1                | (31)                   |
| [3,4,3] ·    | [2+[3,4,3]] · (order 2304)                    | 3            | (27) \| (30)                                                                                               | [2+[3,4,3]]+ (order 1152)                 | (1)              | (−)                    |
| [5,3,3] ·    | [5,3,3] · (order 14400)                       | 15           | (33) \| (34) \| (35) \| (36) · (37) \| (38) \| (39) \| (40) \| (41) · (42) \| (43) \| (44) \| (45) \| (46) | [5,3,3]+ (order 7200)                     | (1)              | (−)                    |
| [3,2,3] ·    | [3,2,3] · (order 36)                          | 0            | (nu există)                                                                                                | [3,2,3]+ (order 18)                       | 0                | (nu există)            |
| [3,2,3] ·    | [2+[3,2,3]] · (order 72)                      | 0            | | [2+[3,2,3]]+ (order 36)                   | 0                | (nu există)            |
| [3,2,3] ·    | [[3],2,3]=[6,2,3] · = · (order 72)            | 1            | | [1[3,2,3]]=[[3],2,3]+=[6,2,3]+ (order 36) | (1)              |                        |
| [3,2,3] ·    | [(2+,4)[3,2,3]]=[2+[6,2,6]] · = · (order 288) | 1            | | [(2+,4)[3,2,3]]+=[2+[6,2,6]]+ (order 144) | (1)              |                        |
| [4,2,4] ·    | [4,2,4] · (order 64)                          | 0            | (nu există)                                                                                                | [4,2,4]+ (order 32)                       | 0                | (nu există)            |
| [4,2,4] ·    | [2+[4,2,4]] · (order 128)                     | 0            | (nu există)                                                                                                | [2+[(4,2+,4,2+)]] (order 64)              | 0                | (nu există)            |
| [4,2,4] ·    | [(3,3)[4,2*,4]]=[4,3,3] · = · (order 384)     | (1)          | (10) | [(3,3)[4,2*,4]]+=[4,3,3]+ (order 192)     | (1)              | (12)                   |
| [4,2,4] ·    | [[4],2,4]=[8,2,4] · = · (order 128)           | (1)          | | [1[4,2,4]]=[[4],2,4]+=[8,2,4]+ (order 64) | (1)              |                        |
| [4,2,4] ·    | [(2+,4)[4,2,4]]=[2+[8,2,8]] · = · (order 512) | (1)          | | [(2+,4)[4,2,4]]+=[2+[8,2,8]]+ (order 256) | (1)              |                        |

## 4-politopuri stelate uniforme
În afară de familiile infinite de prisme și antiprisme menționate mai sus, care au infinit de mulți membri neconvecși, au fost descoperite multe 4-politopuri stelate uniforme. Din 1990 până în 2006 Jonathan Bowers și George Olshevsky, împreună cu alți diverși matematicieni, au găsit sute de 4-politopuri stelate uniforme. Numărul lor exact depinde de definiția utilizată: dacă celulele „exotice” (un n-politop este considerat „exotic” de Bowers dacă orice (n–2)-față conține mai mult de două (n–1)-fețe.) cele coincidente și cele „fisionare” (un n-politop este considerat „fisionar” de Bowers dacă figura vârfului este o figură compusă.) sunt admise, au fost descoperite 8190 de 4-politopuri uniforme; în caz contrar, numărul scade la 1849. Bowers a sugerat folosirea numelui uniform polychoroid (în română 4-politopic uniform) pentru membrii grupului extins și uniform polychoron (în română 4-politop uniform) pentru membrii celui restrâns. În special, aceste 1849 au fost adăugate la software Stella4D, unde pot fi vizualizate și manevrate.